# زنان در تمدن اتروسک
زنان در تمدن اتروسک جایگاه مهمی در زندگی روزمره داشتند. شواهد باستان‌شناختی گوناگون نشان می‌دهند که آنان می‌توانستند هم در کارهای سیاسی و اداری مشارکت کنند و هم در زندگی خانوادگی و اجتماعی، جایگاه درخوری داشته باشند.
البته در درازای هزار سال تاریخ تمدن اتروسک، وضعیت زنان یکسان نبوده و تحولاتی داشته‌است. وانگهی دانشی که از آنان در دست داریم، تنها دربارهٔ طبقهٔ نسبتاً مرفه جامعهٔ اتروسک است. ولی به هر روی، اشیاء باستان‌شناختی — مانند دیوارنگاره‌ها و تابوت‌دان‌های پیداشده در گورستان‌ها — چنین می‌نمایند که زنان اتروسک، به‌ویژه نسبت‌به دیگر تمدن‌های مدیترانه‌ای در آن زمان، وضعیت بسیار خوبی داشتند.
زنان در تمدن‌های یونان و روم باستان، جایگاه اجتماعی پایین‌تری از زنان در تمدن اتروسک داشتند. یونانی‌ها و رومی‌ها، که این تفاوت فرهنگی را می‌دیدند، زنان اتروسک را بی‌بندوبار می‌خواندند و بسیار می‌کوهیدند.
در برگ پایانی تاریخ اتروسک، جمهوری روم با فتح تدریجی قلمروی اتروسک‌ها، فرهنگ آنان را در خود جذب کرد و در نتیجهٔ این رومی‌سازی، زنان اتروسک بخش بزرگی از امتیازهای خود را از دست دادند و جایگاهشان همانند زنان رومی شد. البته زنان رومی نیز کمی از ویژگی‌های زنان اتروسک را جذب کردند و جایگاهشان اندکی بالاتر رفت.

## زنان اتروسک در جامعه

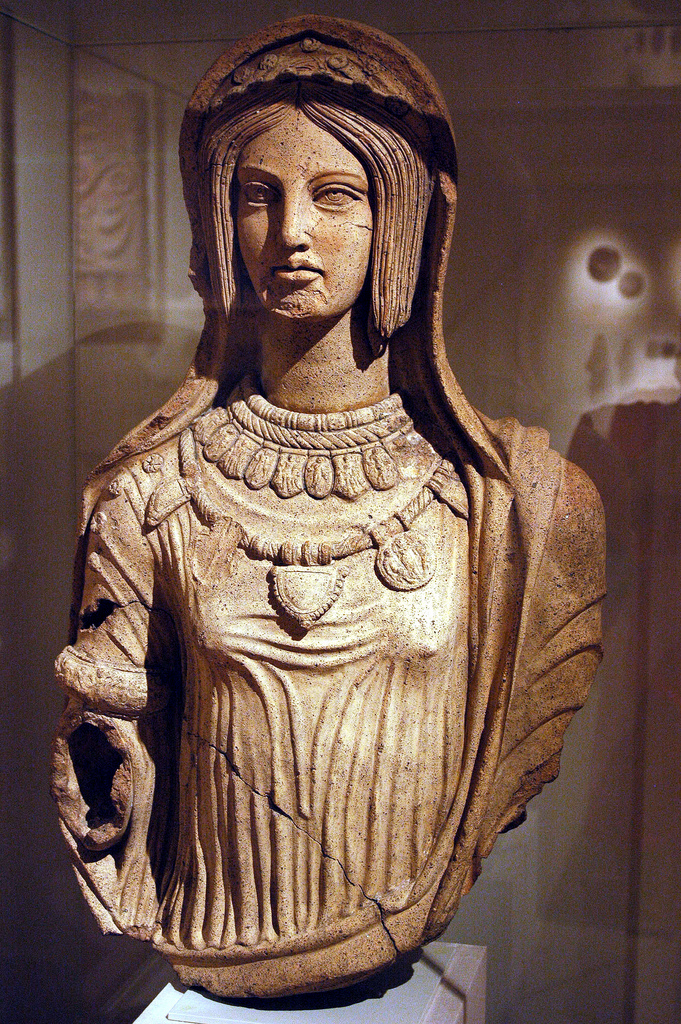
تندیس سفالین از زن اتروسک در اندازهٔ ۷۴٫۸ سانتی‌متر (سدهٔ چهارم یا سوم پیش‌ازمیلاد) موزه متروپولیتن هنر.

یادبودهایی که در گورستان‌ها یافت شده‌اند — مانند دیوارنگاره‌ها، تابوت‌دان‌ها، خاکستردان‌ها و کفن‌ها — گواه بر اهمیت زنان اتروسک در جامعه هستند. زنان اتروسک هم در سیاست و هم در امور اداری جایگاه بسیار مهمی داشتند و در زندگی خانوادگی و اجتماعی، نقش برتری بازی می‌کردند. آنان، آراسته‌به جواهرات خود، همراه شوهرانشان در مهمانی‌ها شرکت می‌کردند، ورزش می‌کردند و در بازی‌هایی حاضر می‌شدند که ورزشکاران برهنه در آنها شرکت می‌کردند. وانگهی آنان می‌توانستند مال و اموال به نام خود داشته باشند، خانه و دارایی‌هایشان را اداره کنند و به بازرگانی بپردازند. همچنین یادبودهایی مانند چرخ‌های دوکی، نشان می‌دهند که زنان اتروسک به کارهای دستی — مانند ریسندگی و بافندگی — نیز می‌پرداختند.
منابع باستانی از نفوذ زنانی همچون تاناکوئیل و ولیا اسپورینا گزارش می‌دهند. تیتوس لیویوس از نقش تعیین‌کنندهٔ تاناکویل جاه‌طلب — همسر اتروسک تارکوینیوس بزرگ — سخن به میان آورده‌است. او بود که آیندهٔ پرشکوه شوهرش را پیش‌بینی کرد و خاندان سلطنتی روم را پس از کشته‌شدن او پاس داشت. در آغاز سدهٔ یکم، کلودیوس نخستین‌بار پلوتیا اورگولانیا را — که یک اتروسک بود — به‌همسری برگزید.

### جایگاه
زنان اتروسک در فعالیت‌های اجتماعی حضور می‌یافتند. آنان «بی‌آنکه از نمایان‌شدن در انظار مردان شرم کنند» غالباً «از خانه بیرون می‌رفتند». زنان اتروسک در مراسم عمومی، رقص‌ها، کنسرت‌ها و بازی‌ها حاضر می‌شدند و چه‌بسا، آن‌گونه که در دیوارنگاره اورویتو یا پلاک مورلو تصویر شده‌اند، گاهی این مراسم را اداره می‌کردند.
در مهمانی‌ها، زنان در کنار شوهران خود بر تریکلینیوم دراز می‌کشیدند. مردان در ادارهٔ میراث خانواده و آموزش فرزندان جایگاه اجتماعی برابری برای همسرانشان قائل بودند. مادران اتروسک، همانند پدران، نام خانوادگی خود را به فرزندانشان می‌دادند (به‌ویژه در طبقات بالای جامعه). در گورنوشته‌های اتروسک، اولویت با نام خانوادگی مادری است و زنان نیز با نام گنس و نام کوچکشان نامیده شده‌اند؛ این گواه بر آن است که آنان شخصیت‌هایی جدا و مستقل در جامعه به‌شمار می‌رفتند و اثبات می‌کند که آنان در جمع خانواده دارای فردیت هستند. در مقام مقایسه، زنان در روم باستان با دیسهٔ مؤنث گنس خود نامیده می‌شدند؛ برای نمونه، همهٔ زنان گنس لیویا را لیوی می‌نامیدند.

### پوشش و آرایش

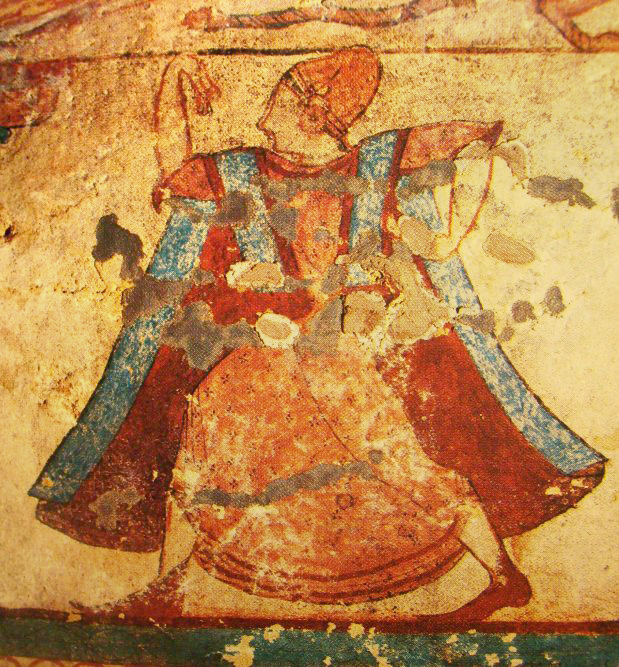
دیوارنگارهٔ «رقاصهٔ بی‌حرکت با گام‌های بلند» که خیتون بر تن دارد؛ گورستان ماده‌شیرها در نکروپولیس مونتروتزی

تصاویر و شمایل یافت‌شده از زنان اتروسک، پوشاک گرانبها و آرایش ظریف آنان را نشان می‌دهند. بیشترشان تونیکی به‌تَن داشتند که روی آن خیتون قرار می‌گرفت. کفش‌هایشان پنجهٔ نوک‌تیز و برجسته‌ای دارند و مدل هیتی‌ها را تداعی می‌کنند. گیسشان یا زیر توتولوس بود یا پشت گردن جمع می‌شد و فرهای مویشان بر شانه‌ها می‌افتادند یا بافته می‌شدند و دورتادور چهره را فرا می‌گرفتند. زنان اتروسک بر کوزه‌های تدفین و درب‌های تابوت‌ها آن‌گونه تصویر شده‌اند که در زندگی زمینی‌شان بوده‌اند؛ بدون روتوش، اغلب با چین و چروک‌های چهره و بدن‌های چاق به‌علت کهولت سن، که گواهی بر شخصیت قوی آنان است. وضعیت زنان در تمدن اتروسک در مقایسه با دنیای مدیترانهٔ آن زمان خاص است. این نوع بازنمود به‌راستی در دنیای باستان بی‌نظیر است،

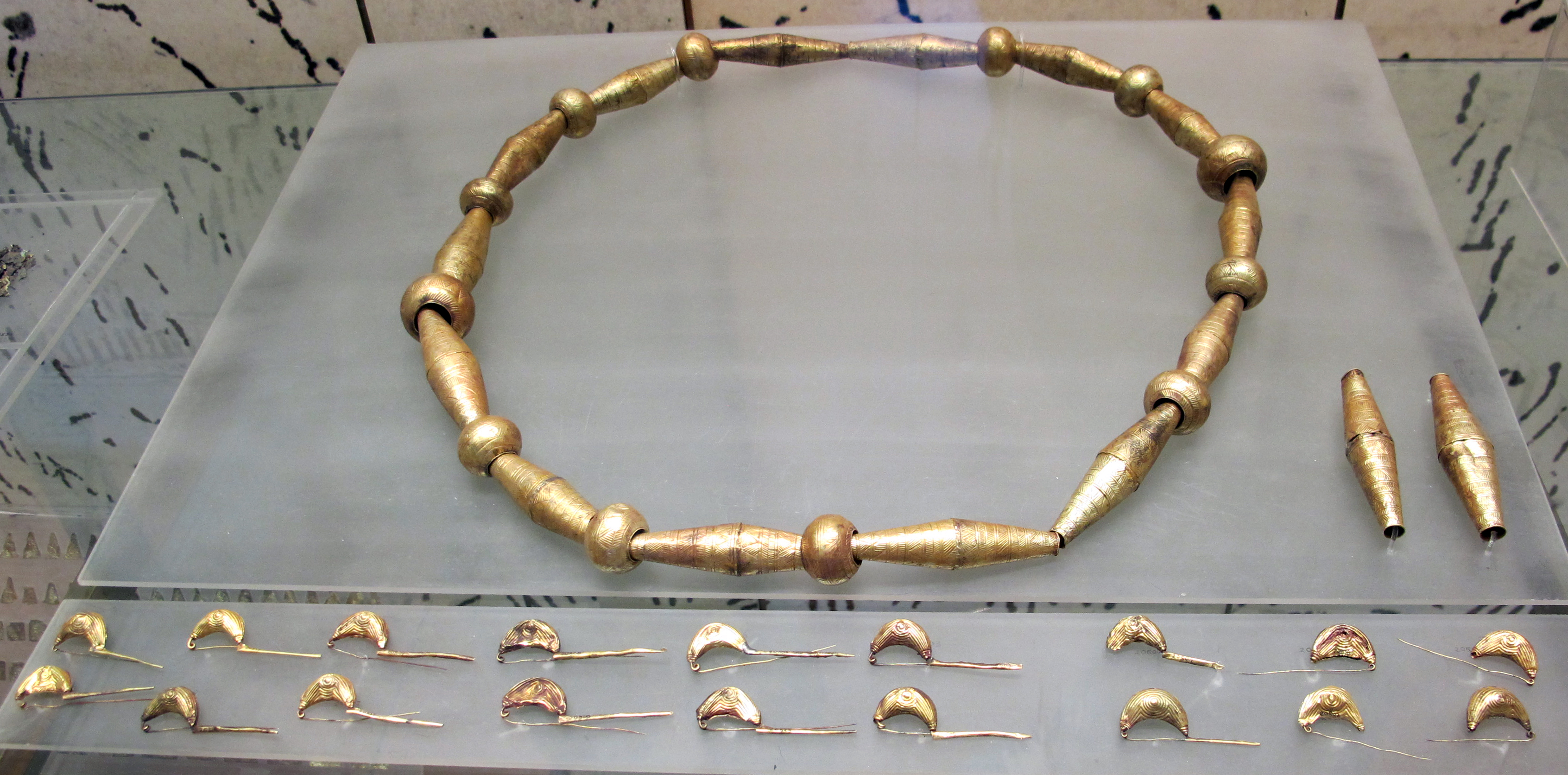
گردن‌بند و سنجاق‌سینه‌های زرین، پیداشده در گورستان رِگولینی‌گالاسی.

اشیای باستانی پیداشده در کفن‌ها در مرده‌شهرها و نیز دیوارنگاره‌ها، به ما تصویر نسبتاً دقیقی می‌دهند از زیورآلات گوناگونی که زنان اتروسک به‌کار می‌بردند؛ از جمله حلیه‌ها، آویزهایی که با زنجیرهای زرین بافته و به نقش‌های کوچک، برگ نخلی و گل مزین شده‌اند، گردن‌بندها، گوشواره‌های ساخته‌شده از فلزات گرانبها و سنجاق‌ها. وانگهی زنان اتروسک، لوازم آرایشی گوناگون و ظریفی داشتند؛ مانند بطری‌های عاجی یا رُخامی یا شیشه‌ای، ظرف‌های پماد یا روغن عطرآگین، ابزار مانیکور، آینه‌های حکاکی‌شده با صحنه‌های اسطوره‌ای که سطح انعکاسیشان اندکی برآمده و پشتشان با نقوشی حکاکی شده‌اند، جعبه‌های برنزی که صحنه‌هایی رویشان حک شده‌اند.

### از نگاه تمدن‌های دیگر
رویکرد با زنان در جامعهٔ اتروسک با جامعه‌های یونانی و رومی بسیار متفاوت بود. در مهمانی‌های اتروسک، زنان در کنار مردان حضور می‌یافتند؛ ولی نزد یونانی‌های آن زمان، دموکراسی فقط برای مردان بود؛ بنابراین نویسندگان یونانی و سپس رومی به زنان اتروسک انگ بی‌بندوباری زدند، این بی‌اعتباری به‌طور کلی آداب و رسوم هر دو جنس را در بر می‌گرفت.
برای یونانی‌ها که زنانشان در پستوی خانه‌ها روزگار می‌گذراندند، سنت مهمانی مختلط اتروسک‌ها بسیار زشت و ناپسند می‌نمود. به‌راستی دختران و زنان یونانی در چارچوب خانه می‌ماندند و به‌ندرت در اجتماع ظاهر می‌شدند. یونانی‌ها در همسایگی اتروسک‌ها در یونان بزرگ (جنوب ایتالیا) می‌زیستند، بنابراین با این تفاوت سنت‌هایشان آشنا بودند. تئوپومپوس، مورخ یونانی سدهٔ چهارم پیش‌ازمیلاد، که نویسنده‌ای رومی به‌نام کرنلیوس نپوس او را بدگو خوانده بود، تعریفی تحقیرآمیز ارائه کرد که در ذهن‌ها ماندگار شد: «زنان آزادانه از همه مردان کام می‌گیرند. در خیابان‌ها آنان بی‌شرمانه کنار مردان راه می‌روند و درازکشان کنارشان شام می‌خورند. آنان بسیار از بدن و چهرهٔ خود مراقبت می‌کنند، با موم مذاب موهای بدنشان را می‌زدایند و در برهنگی یکه‌تاز هستند». به‌گفتهٔ تئوپومپوس «هیچ شرمی وجود ندارد در انظار عموم رابطهٔ جنسی برقرار کنند […] در همنشینی با دوستان، این همان کاری است که انجام می‌دهند: اولاً وقتی مشروب را تمام کردند و برای خواب آماده شدند و در حالی که مشعل‌ها هنوز روشن است، خادمان گاهی اطفال می‌آورند، گاهی پسرهای خوش‌تیپ و گاهی هم همسرانشان […] زنان اتروسک نمی‌دانند پدر بچه‌هایی که به‌دنیا می‌آورند، چه‌کسی است.»
زنان رومی نسبت‌به زنان یونانی اندکی آزادی بیشتری داشتند. با این همه، رومی‌ها جایگاه زنان اتروسک را بی‌بندوبار می‌دانستند؛ آنان رفتار زنان اتروسک را رکیک و غیراخلاقی می‌خواندند و با زنان رامشگر و روسپی مهمانی‌های یونانی یا رومی‌ها مقایسه می‌کردند. تیتوس لیویوس «مادر پاکدامن رومی» را با «زنان اتروسک که در مهمانی‌ها روی تخت‌هایشان دراز می‌کشند» مقایسه کرده‌است.

## سرگذشت
وضعیت زنان اتروسک بستگی داشت به طبقهٔ اجتماعی، مکان و زمانی که می‌زیستند. نمی‌توان همهٔ تاریخ تمدن اتروسک را از نظر اجتماعی، سیاسی و اقتصادی یکپارچه و یکدست دانست. با این همه، می‌توان اطلاعات و سرنخ‌هایی را که در جریان تحقیقات باستان‌شناختی پیدا شده‌اند بر رسید و، اگر امکانش بود، با متون باستانی مقایسه کرد و بنابراین ویژگی‌های اصلی آنان را به‌طور کلی آشکار کرد.

### دوره ویلانووایی
گمان می‌رود که در درازای نخستین عصر آهن (سده‌های نهم تا هشتم پیش‌ازمیلاد)، برابری زن و مرد قانون بوده باشد. یکپارچگی آرامگاه‌ها که در کفن‌های آن دوره نمودار شده، نشان می‌دهد هیچ تفاوت طبقاتی یا شخصیتی یا خانوادگی وجود نداشته‌است. تنها وجود status symbols مشخصی مانند سلاح برای مردان و چرخ دوک، ترازوی فنری، آینه و ظرف برای زنان، تفکیک آشکار حوزهٔ کاری هر جنس را نشان می‌دهند؛ کشاورزی و جنگجویی از آنِ مردان، سامان‌دهی به خانه از آنِ زنان. گویا فرعی‌شدن نقش زن در زندگی اجتماعی اول‌بار در نخستین عصر آهن قانون‌گذاری شد.

### دوره خاورگرایی
در جریان دورهٔ خاورگرایی (از سدهٔ هشتم تا آغاز سدهٔ ششم پیش‌ازمیلاد)، ثروت را افراد اندک‌شماری در انحصار داشتند بود، که تفاوت‌های اجتماعی را نشان می‌دهد، و چنین می‌نماید که در انتقال وراثت هیچ تمایز جنسیتی وجود نداشت. زنان و مردان ثروت یکسانی در کفن‌هایشان دارند، همان‌طور که یافته‌های گورستان رگولینی‌گالاسی در چروتری و گورهای ۲ و ۱۱ مرده‌شهر باندیتلا نشان می‌دهند.

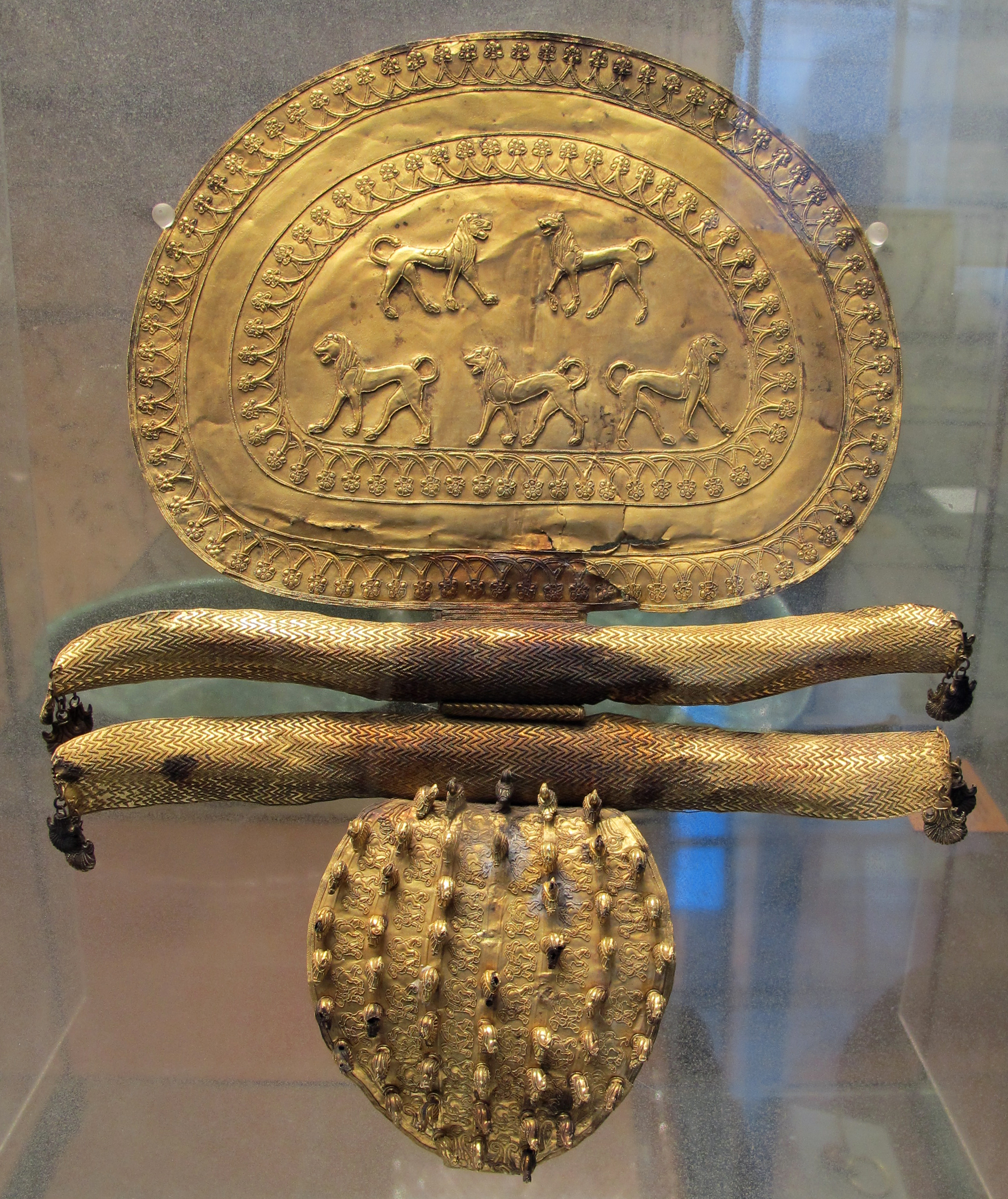
فیبولای زرین، گورستان رگولینی‌گالالسی
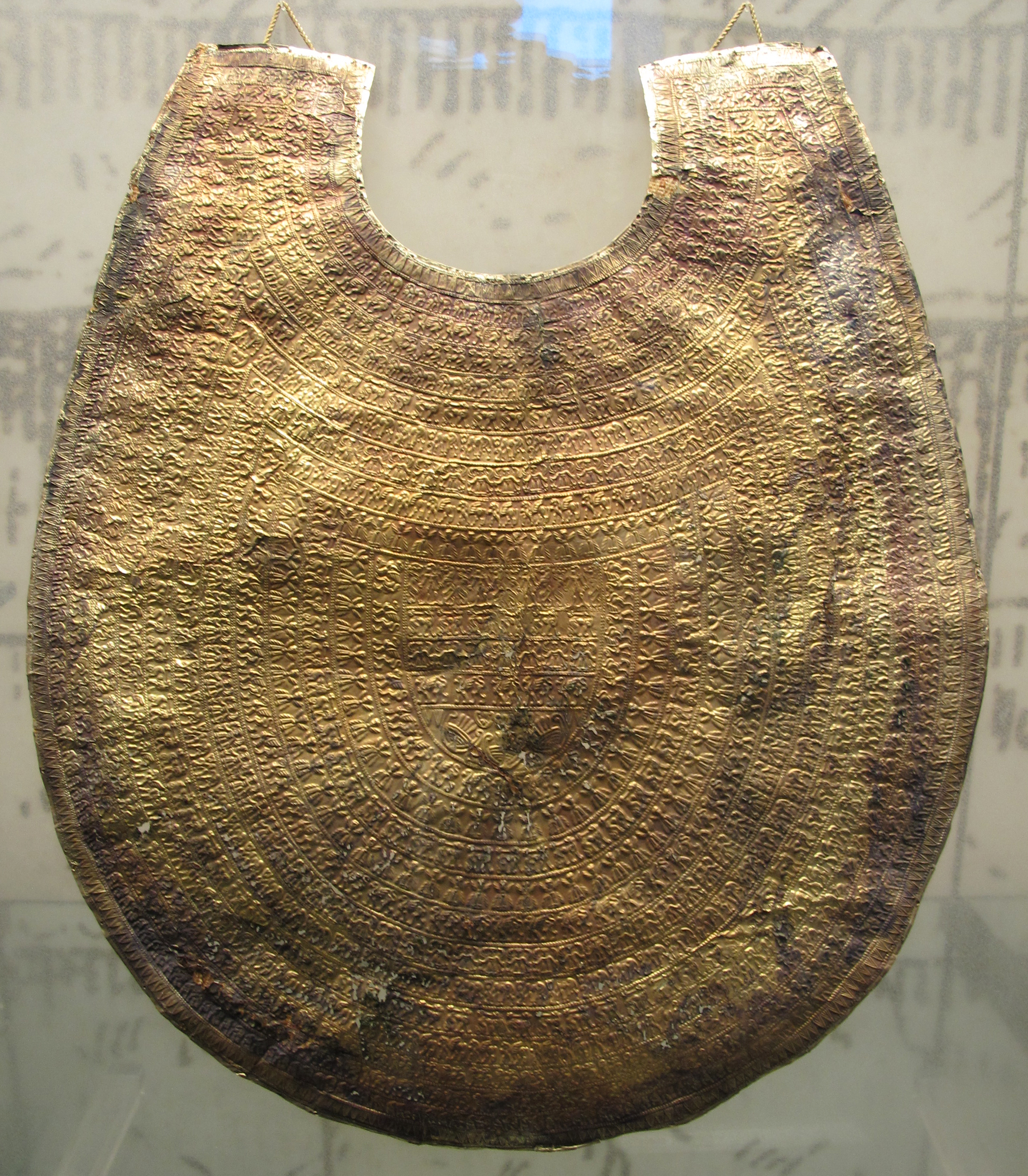
پیشبند با پولک‌های زرین، گورستان رگولینی‌گالاسی.
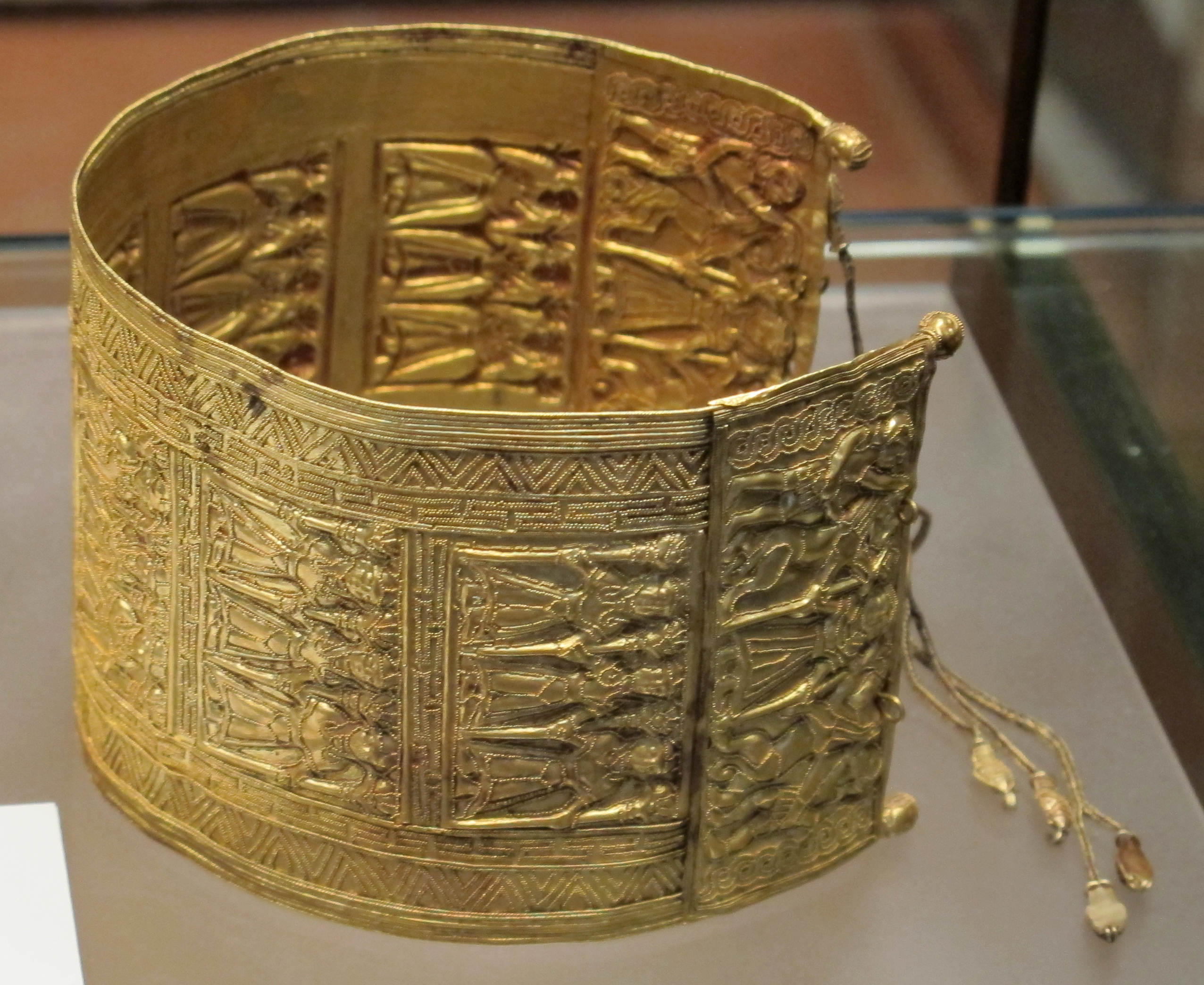
دستنبند زرین، پیداشده در گورستان رِگولینی‌گالاسی

### دوره کهن
دورهٔ کهن (۶۰۰ تا ۴۷۵ پیش‌ازمیلاد)، چنانچه تابوت‌دان همسران (۵۳۰ پیش‌از میلاد، موزه ویلا جولیا) نشان داده شده، جایگاه زن را در روابط زناشویی برجسته می‌شود. دیوارنگاره‌های گورستان‌های تارکوینیا (سده‌های ۴ تا ۵ پیش‌از میلاد) حضور زنان در فضاهای اجتماعی (مهمانی و ورزش) را تأیید می‌کند که در میان رومی‌ها و یونانی‌ها تنها ویژهٔ مردان بودند. ولی گمان نمی‌رود که این حضور زنان اتروسک و نمود آن، تهمت‌های تئوپومپوس را تأیید کند. همانا دیوارنگاره‌ها زوج‌های تک‌همسری را نشان می‌دهند که پیوند زناشویی محکمی میانشان وجود دارد. تابوت‌دان‌های زوج‌های نیمه‌درازکشیده در وولچی (سدهٔ چهارم پیش‌ازمیلاد) به‌نظرْ این واقعیت را تأیید می‌کنند. با این همه، در بازنمودهای هنری بر گلدان‌های آتنی، زنان به‌گونه‌ای تصویر شده‌اند که، همانند مردان، کاملاً برهنه می‌رقصند و دیوارنگاره‌هایی در برخی گورستان‌ها، مانند گورستان گاوها، صحنه‌های شهوانی جسورانه‌ای را به‌تصویر می‌کشند که زنی خود را خود را در اختیار چند شریک جنسی می‌گذارد یا زنی که در بازی‌های جنسی پیچیده شکرت می‌کند. در سدهٔ ششم پیش‌ازمیلاد، یکی از زنان نجیب‌زاده‌ی شهر تارکوئینیا به‌نام تاناکوئیل «مانند همهٔ اتروسک‌ها» در هنر آوگوری (نوعی فال‌گیری رومی) مهارت داشت. او از شوهرش، لوکیوس تارکوئینیوس پریسکوس، خواست اتروریا را ترک کنند و در شهر تازه‌تأسیس روم مستقر شوند. در بین راه، او یک اتفاق شگفت‌انگیز را تعبیر کرده به شوهرش اطمینان می‌دهد که بر روم حکومت خواهد کرد؛ این تعبیر پس از مرگ آنکوس مارکیوس، پادشاه وقت روم، به‌وقوع پیوست و شوهرش پادشاه روم شد و از ۶۱۶ تا ۵۷۸ ق.م. حکومت کرد. به‌هنگام کشته‌شدن تارکوئینیوس، تاناکوئیل دامادش سرویوس تولیوس را پادشاه معرفی کرد. تاریخ‌نگاری به‌نام آلن هوس از این داستان‌ها برداشت می‌کند که دستورالعمل‌های اتروسک، هنر تفسیر نشانه‌های الهی، در میان اتروسک‌ها ویژهٔ خانواده‌های اشرافی بود و زنان نیز می‌توانستند به آنها عمل کنند.

تابوت‌دان‌های همسران
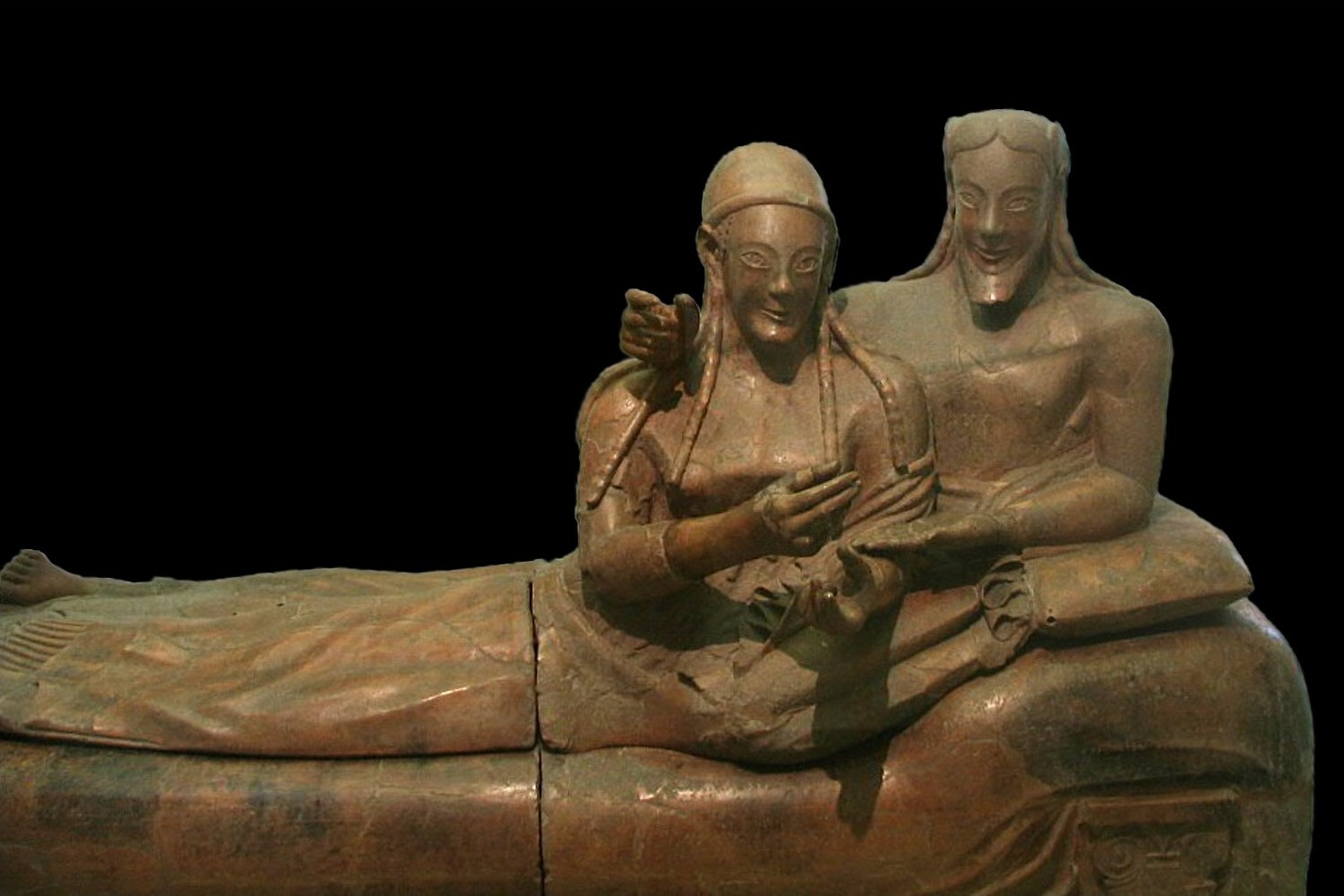
موزهٔ ملی اتروسک ویلا جولیا در رم.
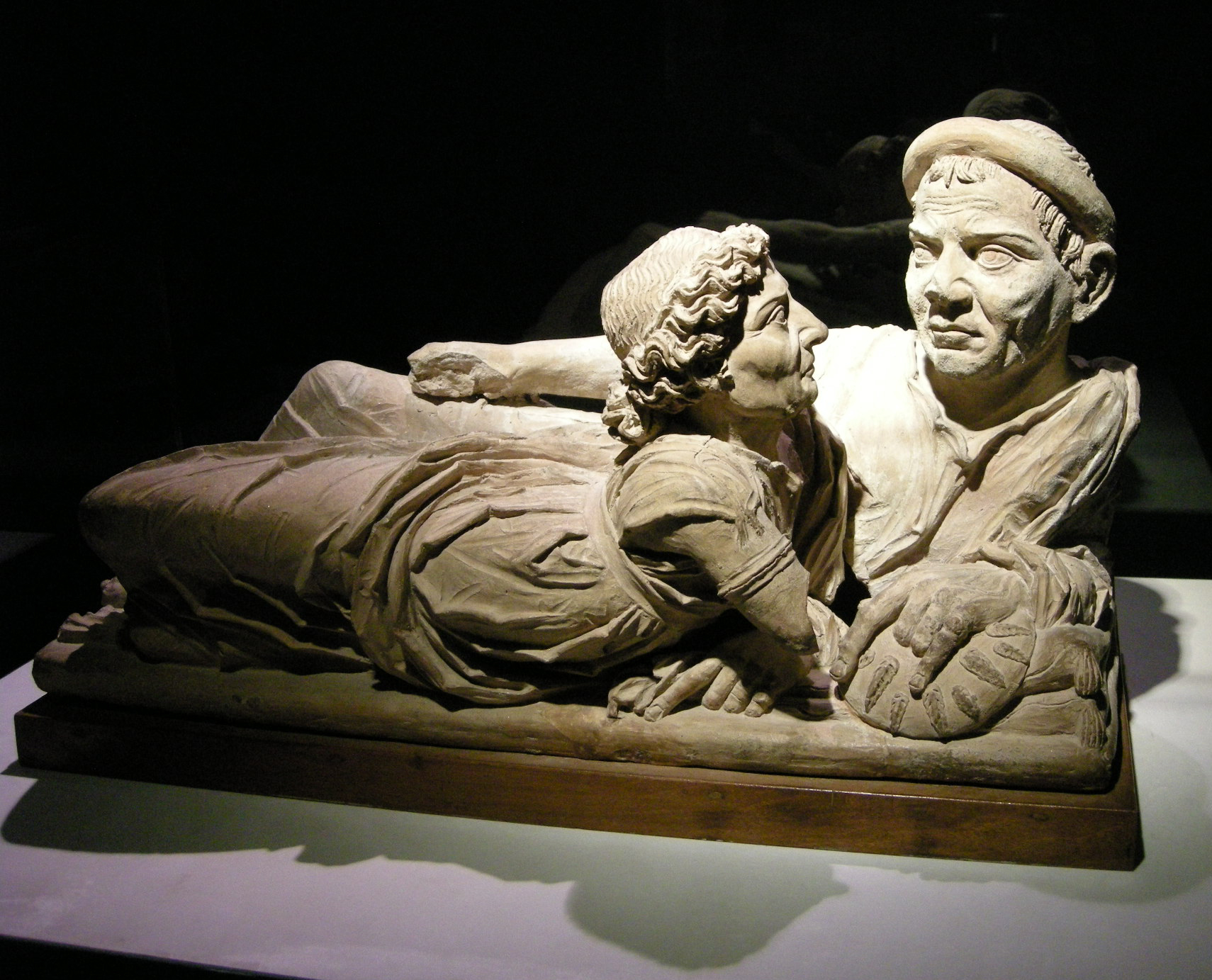
موزهٔ گوارناچی در وولترا.

### دوره کلاسیک

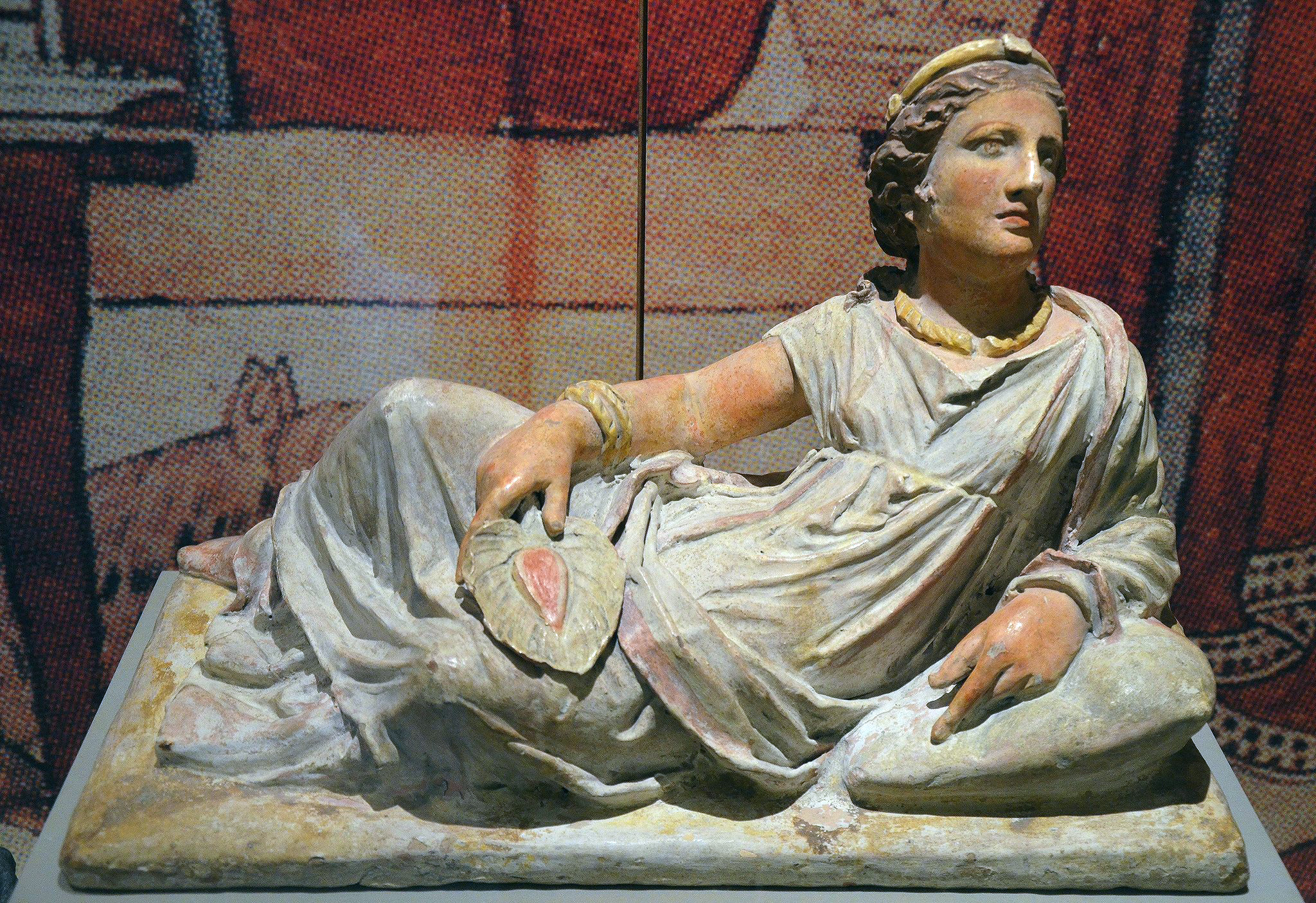
زن اتروسک، تندیس سفالین رنگ‌شده، سدهٔ دوم پیش از میلاد، بازپیداشده در کیوزی، نگهداری در کارلسروهه.

در دورهٔ کلاسیک، نشانه‌هایی از مقام بالا و توجه به زنان اتروسک آشکار می‌شود. تابوت‌دان‌های کیوزی، خاکستردان‌های ولترا و دیوارنگاره‌های گورستان‌ها، جایگاه والای زنان در طبقه‌بندی اجتماعی را تأیید می‌کنند.
در مورد نام‌شناسی (با نام خاص)، وضعیت تأهل زن در کتیبه‌ها با نام کوچک او مشخص شده (که در فرمول لاتین وجود ندارد) و سپس نام خانوادگی او، که حتی پس از ازدواج نام تولد او باقی می‌ماند، می‌آید. در فرمول نام‌شناختی، مادرنامی چسبیده‌به پدرنامی از سدهٔ چهارم پیش‌ازمیلاد رواج می‌یابد، که توجه به خانواده منشأ همسران طبقه اشراف اتروسک را ثابت می‌کند.

### دوره هلنی
رومی‌سازی از پیرامون ۳۴۰ پیش‌ازمیلاد تا دورهٔ آگوستوس آغاز شد، با فرهنگ‌سازی‌ای که باعث شد قدرت سیاسی اتروسک‌ها ناپدید و ویژگی‌های فرهنگی آنان در فرهنگ رومی جذب شود. زنان اتروسک بسیاری از امتیازات خود را از دست دادند و جایگاهشان همانند زنان رومی شد. البته گویا زنان رومی نیز برخی ویژگی‌های فرهنگی زنان اتروسک را جذب کرده و نفوذ بیشتری یافتند، مانند لیویا — همسر آگوستوس — که چندین بار نایب‌السلطنه شد و مشاور شوهرش و توان‌مندترین زن در آغاز امپراتوری روم بود. چندین زن از خاندان امپراتوری — مانند آگریپینای کوچک — نیز دارای نفوذ سیاسی بودند.

## بازخن‌ها
1. ↑  Von Cles-Reden، 206.
2. ↑  Briquel، 76.
3. ↑  تیتوس لیویوس. از پیدایش روم. ج. یکم. صص. ۳۴ و ۴۱.
4. ↑  Suétone. Vie des douze Césars, Claude, section 6.1.
5. ↑  Tite-Live, Histoire romaine, livre I, 34
6. ↑  Fiordelisi.
7. ↑  Briquel، 76-77.
8. ↑  Fiordelisi.
9. ↑  Liébert، 66.
10. ↑  Von Cles-Reden، 207-208.
11. ↑  Reproduction des défauts physiques comme celui du Musée Guarnacci à Volterra
12. ↑  Jean-Marc Irollo. Gli Etruschi. Google Books (به ایتالیایی). Archived from the original on 2023-05-12. Retrieved 2016-08-05.
13. ↑  Von Cles-Reden، 208-210.
14. ↑  Briquel، 75.
15. ↑  Cornelius Nepos, Alcibiades, texte établi et traduit par Anne-Marie Guillemin, Paris :Les Belles Lettres, 1923, p. 48, VII, 11,: «Hunc (Alcibiadem) infamatum a plerisque tres grauissimi historici summis laudibus extulerunt, Thucydides, qui eiudem aetatis fuit, Theopompus, post aliquanto natus, et Timaeus ; qui quidem duo maledicentissimi nescio quo modo in illo uno laudando consenserunt "
16. ↑  Briquel، 75.
17. ↑  Théopompe. Histoire, livre XLIII.
18. ↑  Pailler, Jean-Marie. "Une place pour elles à table: le cas de Rome" (به فرانسوی). Archived from the original on 3 July 2017. Retrieved 2017-07-03.
19. ↑  Cristofani، 108؛ Rallo، 15-30.
20. ↑  Cristofani، 108؛ Rallo، 15-30.
21. ↑  Cristofani، 108؛ Rallo، 15-30.
22. ↑  Cristofani، 108؛ Rallo، 15-30.
23. ↑  تیتوس لیویوس. از پیدایش روم. ج. یکم. صص. ۳۴ و ۴۰ و ۴۱.
24. ↑  Hus, Alain (1980). Les Étrusques et leur destin (به فرانسوی). Paris: Picard. p. 185.
25. ↑  Cristofani، 108؛ Rallo، 15-30.
26. ↑  Donna Hurley (2004-04-26). "Livia (Wife of Augustus)". roman-emperors.org (به انگلیسی). Archived from the original on 17 August 2017. Retrieved 2017-08-16.
27. ↑  Donna Hurley (2004-04-26). "Agrippina the Younger". roman-emperors.org (به انگلیسی). Archived from the original on 17 August 2017. Retrieved 2017-08-16.

## برای بیشتر خواندن
- Bonfante, Larissa (1976). Etruscan Dress (به انگلیسی). Johns Hopkins University Press. p. 256.
- Briquel, Dominique (2005). Les Étrusques (به فرانسوی). Paris: Presses Universitaires de France - PUF.
- Cristofani, Mauro (1985). Dizionario della civiltà etrusca. Google Books (به ایتالیایی). p. 108. Retrieved 2017-08-12.
- Di Giovanni, Ciriaco (2000). La donna etrusca. Bella, sensuale, colta, indipendente. La condizione femminile in Etruria (به ایتالیایی). Scipioni.
- Haack, Marie-Laurence (2015). "Les Étrusques dans l'idéologie national-socialiste. À propos du Mythe du xxe siècle d'Alfred Rosenberg". Revue historique (به فرانسوی). 673 (1): 149–170. doi:10.3917/rhis.151.0149. ISSN 0035-3264.
- Fiordelisi, Massimiliano (2015). La civilta' degli Etruschi a colori (به ایتالیایی). Lulu.com.
- Liébert, Yves (2006). Regards sur la truphè étrusque (به فرانسوی). Limoges: Pulim. Liébert2006.
- Rallo, Antonia (1989). Le Donne in Etruria (به ایتالیایی). L'Erma di Bretschneider.
- Von Cles-Reden، Sibylle (۱۹۶۲). Les Étrusques. ترجمهٔ Monique Bittebierren et Henri Daussy. Innsbruck-Vienne: Arthaud.